# Staletti
Staletti är en ort och kommun i provinsen Catanzaro i regionen Kalabrien i Italien. Kommunen hade 2 385 invånare (2018).